# Campeonato de Portugal 1929
Osmý ročník Campeonato de Portugal (portugalského fotbalového poháru) se konal od 7. dubna do 16. června 1929.
Trofej získal podruhé v klubové historii CF Os Belenenses, které ve finále porazilo União Lisabon 2:1.